# Lost on You (album)
Lost on You – czwarty album studyjny amerykańskiej piosenkarki LP. Wydawnictwo ukazało się 9 grudnia 2016 roku nakładem wytwórni Vagrant. Krążek jest kontynuacją minialbumu Death Valley i został wydany po nieoczekiwanym sukcesie singla „Lost on You”.
Promocję albumu kontynuowano wraz z wydaniem trzeciego singla „Other People”. Lost on You dotarł do piątego miejsca w notowaniu OLiS i uzyskał status platynowej płyty w Polsce, Francji oraz we Włoszech.

## Lista utworów
| Nr  | Tytuł utworu      | Autorzy                                      | Produkcja                          | Długość |
| --- | ----------------- | -------------------------------------------- | ---------------------------------- | ------- |
| 1.  | „Muddy Waters”    | LP, Mike Del Rio, Joshua Record              | Del Rio                            | 3:48    |
| 2.  | „No Witness”      | LP, Mike Del Rio, Ricky Luna                 | Del Rio, Luna                      | 3:28    |
| 3.  | „Lost on You”     | LP, Michael Gonzales, Nathaniel Campany      | Campany, Del Rio, Michael Gonzales | 4:28    |
| 4.  | „Up Against Me”   | LP, PJ Bianco                                | Bianco                             | 3:02    |
| 5.  | „Tightrope”       | LP, Mike Del Rio, Nikolai Potthoff           | Del Rio, Potthoff                  | 3:38    |
| 6.  | „Other People”    | LP, Nathaniel Campany, Ben Romans            | Romans, Del Rio                    | 4:04    |
| 7.  | „Into the Wild”   | LP, PJ Bianco                                | Bianco                             | 3:39    |
| 8.  | „Strange”         | LP, Nathaniel Campany, Mike Del Rio          | Del Rio                            | 3:54    |
| 9.  | „Death Valley”    | LP, David Thomas                             | Thomas                             | 2:52    |
| 10. | „You Want It All” | LP, Jonathan Malone, Mike Del Rio, PJ Bianco | Malone, Bianco                     | 4:11    |
|     |                   |                                              |                                    | 37:04   |

## Notowania i certyfikaty
| Lista przebojów (2016-17)              | Najwyższa pozycja |
| -------------------------------------- | ----------------- |
| Austria (Ö3 Austria Top 40)            | 34                |
| Belgia (Ultratop 200 Albums, Flandria) | 43                |
| Belgia (Ultratop 200 Albums, Walonia)  | 6                 |
| Francja (SNEP)                         | 6                 |
| Hiszpania (PROMUSICAE)                 | 61                |
| Holandia (MegaCharts)                  | 58                |
| Niemcy (Media Control Charts)          | 50                |
| Polska (ZPAV)                          | 5                 |
| Portugalia (AFP)                       | 46                |
| Szwajcaria (Alben Top 100)             | 7                 |
| USA Heatseekers Albums (Billboard 200) | 7                 |
| Wielka Brytania (OCC)                  | 17                |
| Włochy (FIMI)                          | 9                 |

| Kraj           | Certyfikat         | Sprzedaż |
| -------------- | ------------------ | -------- |
| Francja (SNEP) | platynowa płyta    | 100 000+ |
| Polska (ZPAV)  | 2x platynowa płyta | 40 000+  |
| Włochy (FIMI)  | platynowa płyta    | 50 000+  |